# C+C Music Factory
C+C Music Factory was een muziekproject uit de Verenigde Staten, waarvan de kern bestond uit het producersduo Robert Clivillés (1964) en David Cole (1963-1995). De stijl van C+C Music Factory was house met een sterke cross-over naar r&b en pop en was een van de eerste commerciële houseacts. Beide waren ook actief als Clivillés & Cole en produceerden voor artiesten als Whitney Houston en Mariah Carey. Clivillés & Cole waren samen een van de eersten uit de housestroming die zich wisten te ontwikkelen tot het sterrendom. De roem duurde echter maar kort door de vroege dood van David Cole. 

## Vroege jaren
Robert Clivillés en David Cole begonnen hun muzikale carrière in de clubscene van New York in de jaren tachtig. Daar richtten ze met vrienden David Morales en Chep Nuñez het project 2 Puerto Ricans, a Blackman, and a Dominican. Daarmee brachten ze in 1987 in eigen beheer de single Do it properly uit. De groep bleef echter niet lang bij elkaar. Morales begon solo en Nuñez kwam in 1990 om het leven bij een brand in zijn flat. Clivillés en Cole bleven samenwerken. Ze produceerden vanaf dat moment veel voor andere artiesten. Zo maakte Grace Jones door het duo haar eerste uitstapje naar housemuziek met Love On Top Of Love. Ook werden ze de producers achter het houseproject The Brat pack. Daarmee bereikten ze in 1990 de Amerikaanse hitlijst met I'm Never Gonna Give You Up. Ook deze band was geen lang leven beschoren. Eenzelfde verhaal was er voor het groepje Seduction dat in 1989 en 1990 een paar hitjes heeft. In 1989 produceert Cole met George Morel het nummer Our Love (It's Over) van zangeres Dee Holloway 

## C+C Music Factory
In 1990 stampte het duo het project C+C Music Factory uit de grond. Daarvoor namen ze het album Gonna Make You Sweat op. Van dit album scoorden ze in de winter van 1991 een internationale hit met de gelijknamige single Gonna Make You Sweat, dat onder andere in de Verenigde Staten en in Nederland de nummer 1-positie behaalde. Op dit nummer werd de rap gedaan door Freedom Williams de zang werd gedaan door Martha Wash. De zangeres zorgde nog voor een rel. In de videoclip werd namelijk niet Martha, maar het fotomodel Zelma Davis vertoond. Dit leidde tot een rechtszaak waarin Martha een groter deel van de credits kon claimen. Ook in latere platen maakte C+C Music Factory regelmatig gebruik van gastartiesten. Ook Martha Wash bleef welkom. In 1991 hadden ze nog succes met Here we go en Things that make you go hmmm... In 1994 volgde het tweede album met Anything Goes!. Daarvan werden Do You Wanna Get Funky and Take a Toke bescheiden hitjes.

## Sterrendom
Met het succes van C+C Music Factory dienden zich voor het duo vele kansen aan die ze met beide handen aangrepen. Zo maakten ze voor Michael Jackson een remix van zijn hit Black or white. Ook krijgen ze veel opdrachten voor producties van anderen. Zo maakten ze Let the beat hit 'em van Lisa Lisa & Cult Jam, Emotions voor Mariah Carey en Coloured kisses voor Martika. Ze brachten eind 1991 onder hun eigen achternamen de single Pride uit, een cover van U2. Deze werd ingezongen door zangeres Deborah Cooper. Van deze single werd ook de B-kant A deeper love in de loop van 1992 een hit. Voor de film Buffy the Vampire Slayer namen ze met rapper Q-Unique het nummer Keep it comin op. Het hoogtepunt van de roem volgde eind 1992 toen ze betrokken werden bij de soundtrack van de film The Bodyguard met Whitney Houston in de hoofdrol. Voor haar produceerden ze de remake van de discoklassieker I'm Every Woman. Ook voegden ze het project The S.O.U.L.S.Y.S.T.E.M. toe met het nummer It's Gonna Be A Lovely Day. Voor dit werk ontvingen ze een Grammy. Ook voor het album Music box van Mariah Carey produceerden ze enkele tracks. Daardoor kwamen ze weer voor de rechter wegens het schenden van de auteursrechten van artiest Kevin McCord, wiens muziek werd gebruikt. Dat kwam tot een schikking.

## Dood David Cole
In 1994 werd Cole echter ernstig ziek. Hij leed aan aids en kreeg daardoor hersenvliesontsteking. Op 25 januari 1995 overleed hij aan de gevolgen daarvan. Ter nagedachtenis aan Cole schreef Mariah Carey het nummer One sweet day (1995). 
Clivillés bleef actief. Hij bracht in 1995 nog een titelloos album van C+C Music factory uit, maar de formule leek uitgewerkt, waardoor hij het project slapend maakte. Er werden nog twee verzamelalbums uitgebracht. Hij bleef meer op de achtergrond actief en was in 2006 betrokken bij het hiphopproject M.V.P.. In 2010 blies hij echter nieuw leven in C+C Music Factory waarbij deephouseproducer Eric Kupper de rol van Cole overnam. Ze maakten met zangeres Scarlett Santana de singles Live Your Life (2010) en Rain (2011).

## Discografie

### Albums
| Jaar | Naam                                       |
| ---- | ------------------------------------------ |
| 1989 | Seduction - Nothing Matters Without Love   |
| 1990 | The Brat Pack - The Brat Pack              |
| 1990 | C+C Music Factory - Gonna Make You Sweat   |
| 1992 | Clivilles & Cole - Greatest Remixes Vol. 1 |
| 1994 | C+C Music Factory - Anything Goes!         |
| 1995 | C+C Music Factory - C+C Music Factory      |

### Singles
| Jaar | Naam                                                           |
| ---- | -------------------------------------------------------------- |
| 1987 | 2 Puerto Ricans, A Blackman And A Dominican - Do it properly   |
| 1988 | 2 Fierce - Feel It                                             |
| 1988 | The Brat Pack - So Many Ways (Do It Properly Part II)          |
| 1989 | The 28th Street Crew - I Need A Rhythm                         |
| 1989 | 2 Puerto Ricans, A Blackman And A Dominican - Scandalous       |
| 1989 | The Brat Pack - You're The Only Woman                          |
| 1989 | Seduction - Seduction                                          |
| 1989 | Seduction - You're My One And Only (True Love)                 |
| 1989 | Seduction - Two To Make It Right                               |
| 1989 | Seduction - Heartbeat                                          |
| 1990 | The Brat Pack - I'm Never Gonna Give You Up                    |
| 1990 | The Crew - Get Dumb! (Free Your Body)                          |
| 1990 | Seduction - Breakdown                                          |
| 1990 | Seduction - Could This Be Love                                 |
| 1990 | Seduction - One Mistake                                        |
| 1990 | C+C Music Factory - Just A Touch Of Love                       |
| 1991 | C+C Music Factory - Gonna Make You Sweat (Everybody Dance Now) |
| 1991 | C+C Music Factory - Here We Go                                 |
| 1991 | C+C Music Factory - Things That Make You Go Hmmmm...           |
| 1991 | Clivilles & Cole - Pride                                       |
| 1992 | Clivilles & Cole - A deeper love                               |
| 1992 | The S.O.U.L.S.Y.S.T.E.M. - It's Gonna Be A Lovely Day          |
| 1992 | Q-Unique - Keep it comin                                       |
| 1994 | The 28th Street Crew - "O"                                     |
| 1994 | C+C Music Factory - Take a toke                                |
| 1994 | C+C Music Factory - Do you wanna get funky                     |
| 1995 | C+C Music Factory - I'll Always Be Around                      |
| 1996 | C+C Music Factory - Don't Stop The Music                       |
| 2010 | C+C Music Factory - Live Your Life                             |
| 2011 | C+C Music Factory - Rain                                       |